# مركز الصحافة الاستقصائية
مركز الصحافة الاستقصائية (بالإنجليزية: Centre for Investigative Journalism CIJ) هو منظمة بريطانية غير هادفة للربح توفر التدريب للصحفيين والباحثين و المنتجين و الطلاب في ممارسة الصحافة الاستقصائية ومنهجيتها. وقد تأسس المركز عام 2003، بالاستعانة بالمنح المقدمة من مؤسسة لورانا سوليفان، حيث ينظم المركز مدارس صيفية لمدة ثلاثة أيام سنويًا، وأسبوع الفيلم الاستقصائي سنويًا، فضلاً عن دورات في صحافة البيانات والتقنيات الاستقصائية. وقد وفر المركز تدريبًا لمئات الصحفيين والباحثين والطلاب من أكثر من 30 دولة. ويقع مركز الصحافة الاستقصائية في قسم الصحافة في جامعة سيتي، بلندن.
يدعم المركز ويشجع حرية المعلومات، وإرسال التقارير بمساعدة الحاسوب، وحماية المبلغين عن المخالفات. كما يقدم مركز الصحافة الاستقصائية مساعدة خاصة لأولئك الذين يعملون في بيئات صعبة حيث تكون حرية التعبير وحرية الصحافة مهددة، وحيث تكون المراسلة الصحفية الأمينة مهمة خطرة. وقد صُممت برامج تدريب مركز الصحافة الاستقصائية لتشجيع التقارير الصحفية المتعمقة حول الظلم والفساد و نزاهة وشفافية السلطة المؤسسية وتقديم المسؤولين للمساءلة.
ومن بين داعمي مركز الصحافة الاستقصائية صحفيون من فريق صنداي تايمز إنسايت، ومنتجو وورلد إن أكشن، وإذاعة و تلفزيون بي بي سي، و تشانل فور، وبرايفت آي، وكانال بلس (باريس)، و سي بي إس 60 مينيتس، و نيويورك تايمز.
وقد حصل المركز في عام 2007 على وضع مؤسسة خيرية مسجلة، وجذب الدعم من عدد من المؤسسات بما فيها مؤسسات المجتمع المفتوح ومؤسسة ديفيد وإلين بوتر و مؤسسة فورد و مؤسسة بارك ومؤسسة ريفا وديفيد لوجان، والديمقراطية والإعلام (Democratie en Media) و سيتي يونيفرستي بلندن والعديد من صناديق الائتمان الخاصة الصغيرة الأخرى.
وفي عام 2009، أدى مركز الصحافة الاستقصائية دورًا أساسيًا في المساعدة في تأسيس مكتب من أجل الصحافة الاستقصائية وهو منتج مستقل تدعمه المؤسسة لإرسال التقارير المتعمقة دفاعًا عن المصلحة العامة.
وفي عام 2012، وضع المركز برنامجًا للمساعدة النشطة المجانية، وذلك من أجل تقديم المشورة والدفاع عن المبلغين عن المخالفات وأولئك الذين كشفوا عن جرائم في أماكن عملهم.

## وصلات خارجية
- Centre for Investigative Journalism official website